# Condimento

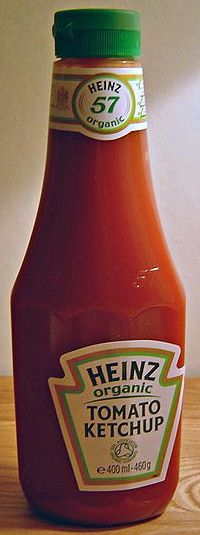
Ketchup, uno dei condimenti più diffusi

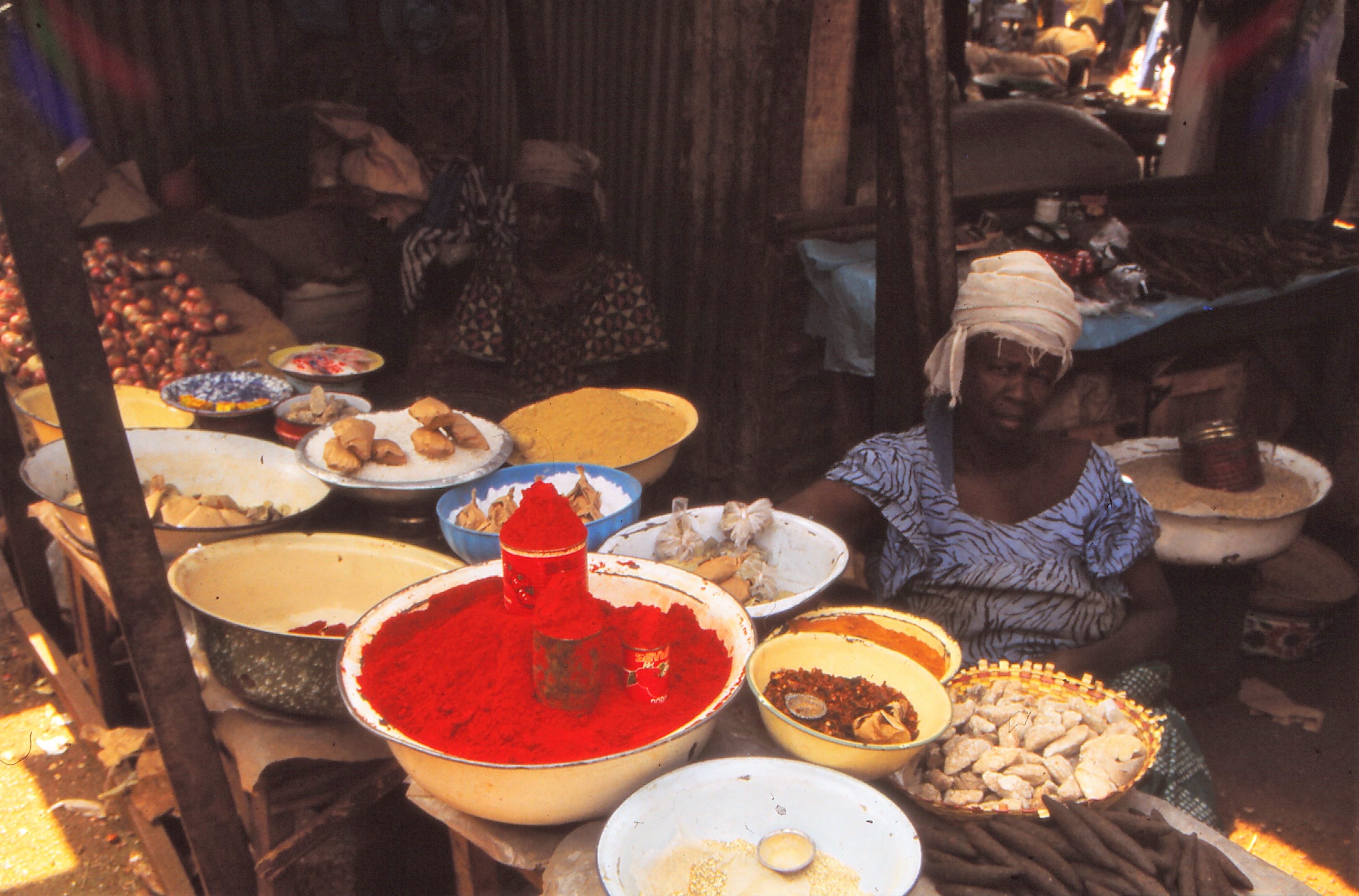
Vari condimenti al mercato di Sangha, Mali 1992

Un condimento è una sostanza utilizzata in cucina per insaporire i generi alimentari o i preparati culinari, come le salse. Sono per la maggior parte sostanze di origine vegetale, ma possono anche essere di origine animale, come il brodo di carne, o minerale, come il sale. Solitamente per condimento si intende un intingolo con pochi elementi (per esempio, olio e aceto e sale o pepe), mentre l'utilizzo di più ingredienti viene denominato salsa o sugo.
Condimenti più articolati sono ad esempio il pesto alla genovese, la senape, il ketchup, la maionese, la salsa Worcester, la salsa di soia, e ancora la sambal a base di chili, l'indiano chutney e il pica lilly.